# Grand Trunk Railway
Grand Trunk Railway (GT) (рус. «Гранд транк рейлуэй», с англ. — «Великая железнодорожная магистраль») — канадская железнодорожная компания, обслуживавшая также отдельные регионы США. Корпорация GT создана в 1852 году, управляемая ею железнодорожная сеть долгое время оставалась крупнейшей в Восточной Канаде, а в дальнейшем были приобретены значительные участки железнодорожных путей в западной части страны. Несмотря на объём операций, GT оставалась убыточной на протяжении большей части своей истории, пережила банкротство и в 1923 году была поглощена государственной компанией Canadian National Railways.

## Создание компании и первые линии
Развитие самодостаточного железнодорожного транспорта в британских колониях в Северной Америке началось, по сравнению с Европой и США, достаточно поздно. Первые железнодорожные ветки представляли собой короткие сухопутные участки транспортных маршрутов, большей частью проходивших по рекам и каналам бассейна реки Святого Лаврентия. Небольшое население колоний не предполагало значительных прибылей от развития транспортной сети. Кроме того, крупные инвесторы в метрополии остерегались вкладывать деньги в строительство железных дорог в колониях после краха железнодорожных спекуляций в самой Великобритании в 1840-е годы. С другой стороны, развитию совместной с США железнодорожной сети препятствовали соображения оборонительного характера: ещё свежа была память о войне с США в 1812—1814 годах, и железная дорога, пересекающая границу, рассматривалась в британских колониях как слишком удобное средство быстрой переброски через неё американских войск.
Поэтому значительное железнодорожное строительство в Британской Северной Америке началось лишь в середине XIX века. В 1849 году были озвучены предложения о постройке магистральной железной дороги (англ. trunk railway) между крупнейшими городами Верхней и Нижней Канады — Торонто и Монреалем, а в 1851 году был принят Закон о магистральной железной дороге. На следующий год была основана корпорация Grand Trunk Raiway, основной задачей которой было строительство дороги от Торонто до Монреаля. Уже в апреле 1853 года состоялось слияние этой компании ещё с пятью, среди которых выделялась основанная в 1845 году St. Lawrence and Atlantic Rail Road Company. В это время StL&A совместно со своим американским партнёром — Atlantic and St. Lawrence Rail Road — как раз завершала постройку дороги, соединяющей пригород Монреаля Лонгёй с Портлендом — незамерзающим морским портом в американском штате Мэн. Эта дорога общей протяжённостью 292 мили (470 км) начала работу в июле 1853 года — незадолго до официального слияния StL&A и GT — и таким образом стала первой действующей железной дорогой корпорации Grand Trunk. Американскую и канадскую секции дороги соединял паром через реку Святого Лаврентия, избавляя эксплуатирующую компанию от необходимости строить мост. Секция дороги от границы до Портленда была в августе 1853 года официально сдана в аренду GT на 999 лет. Ширина колеи на дороге между Монреалем и Портлендом составляла 66 дюймов, или 1676 мм, что было существенно больше принятой в США стандартной колеи шириной 1435 мм. Такое различие преследовало как коммерческие цели (обеспечивая прямую связь канадских товаров с портом в Портленде, но не в других городах США), так и оборонительные (не позволяя прямую переброску войск железной дорогой). Уже в 1851 году такая нестандартная ширина колеи (впоследствии известная как «колониальная») была утверждена законом как основная на территории Канады.

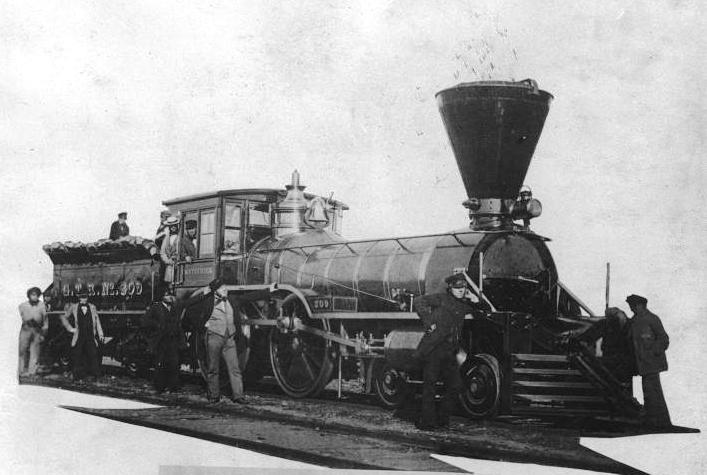
Паровоз «Тревитик», в 1859 году обслуживавший Grand Trunk Railway

Строительство дороги между Монреалем и Торонто во многом осуществлялось подрядчиками из Великобритании. Компания Peto, Brassey, Betts & Jackson получила контракт на прокладку рельсового пути, а также строительство закрытого моста Виктория в Монреале. Эта же компания получила заказ на локомотивы и вагоны, построив для их производства завод в Беркенхеде рядом с Ливерпулем. На линии было построено 34 станции; в соответствии с британским стандартом того времени здания возводились по единому проекту Фрэнсиса Томпсона из камня с пятью-семью оконными нишами и остеклёнными сводчатыми «французскими» дверями, выгодно отличаясь от деревянных станций на американских дорогах. Станции обогревались многочисленными печами и освещались свечными люстрами. На сроки завершения работ повлияла необходимость строительства ещё одного железнодорожного моста — в устье реки Ганараска, а также строительство эспланады вдоль берега озера Онтарио в Торонто. GT сумела договориться с городскими властями о том, что часть 30-метровой ширины эспланады будет отведена под железнодорожные пути. В итоге строительство дороги было завершено в 1856 году, и в том же году были достроены железнодорожные депо в Монреале, оборудование которых позволяло строить собственные локомотивы.

## Расширение сети дорог и технические проблемы

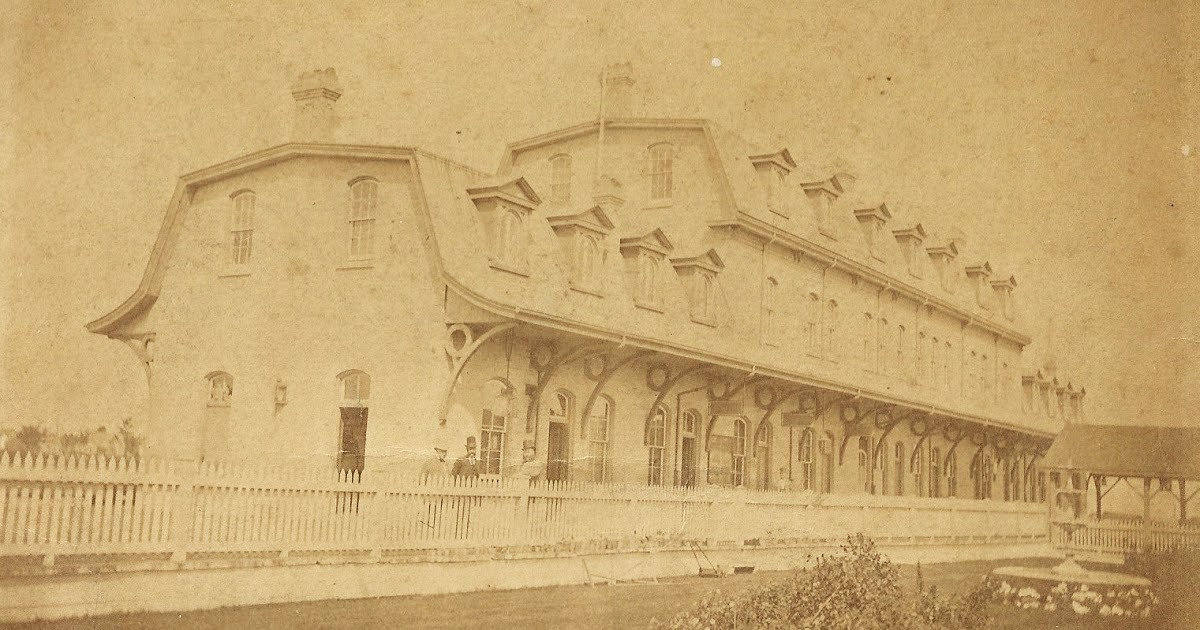
Станция в Пойнт-Эдварде

В 1854 году, ещё до того, как была завершена дорога между Монреалем и Торонто, была построена ветка между Ричмондом (Нижняя Канада) и городом Леви, расположенным на противоположном от Квебек-Сити берегу реки Святого Лаврентия. GT также начала строительство новой ветки на запад от Торонто — в направлении Сарнии. GT стала второй железнодорожной компанией, обслуживающей Сарнию, где к этому времени уже была станция железной дороги Great Western. В целях сокращения расходов только некоторые из станций на новой дороге строились из камня, остальные же были деревянными. В то же время именно на этой ветке, в Пойнт-Эдварде севернее Сарнии, была построена самая роскошная станция GT того периода. Её каменное здание было трёхэтажным, в длину достигало 200 футов (61 м) и включало залы ожидания двух классов, ресторан и гостиничные комнаты. Первоначально конечные станции восточной и западной веток GT в Торонто строились отдельно, и пассажирам, желавшим продолжить путь поездом, приходилось добираться от одной до другой станции омнибусом; только в 1858 году был построен общий для обеих веток вокзал на Стейшен-стрит.

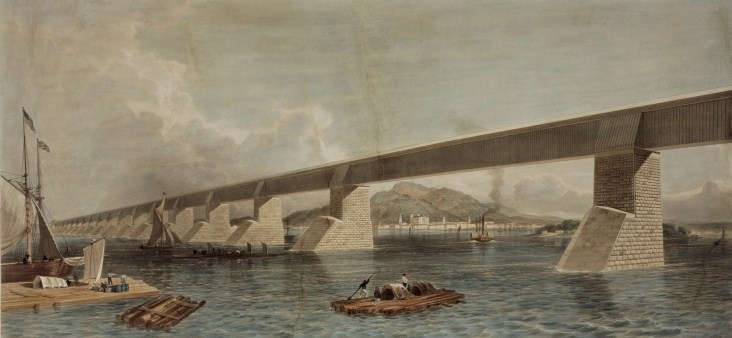
Строительство моста Виктория, 1854 год (акварель С. Расселла)

В 1858 году GT совместно с американскими партнёрами начала строительство 60-мильной дороги, соединяющей Форт-Гратио (пригород Порт-Гурона, штат Мичиган) с Детройтом. Эта ветка была завершена в 1859 году, и тогда же начал работу железнодорожный паром на озере Гурон между Пойнт-Эдвардом и Форт-Гратио. В 1860 году, с открытием моста Виктория, железнодорожное сообщение соединило Леви с Ривьер-дю-Лу в низовьях реки Святого Лаврентия, и общая длина основных путей Grand Trunk достигла 800 миль (1300 км). На тот момент это была самая длинная в мире железная дорога, управляемая одним владельцем.

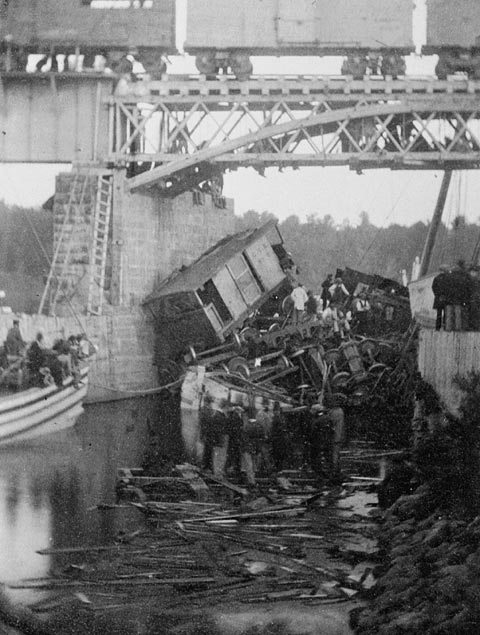
Потерпевший крушение поезд в реке Ришельё

Быстрое расширение активов компании на первом этапе её истории, однако, не означало, что она не сталкивалась с проблемами. Производившиеся по британским стандартам железнодорожное полотно и подвижной состав оказались плохо приспособлены для канадского климата. Среди проблем, связанных с рельсами, были как их форма (перевёрнутое U вместо принятого в США Т) и способ крепления к шпалам, так и сам материал, из которого они производились. Чугунные рельсы приходилось часто менять, и с 1870 года началась их повсеместная замена на стальные. Переделывались британские локомотивы с негибким корпусом, а у четырёколёсных товарных вагонов одиночные колёса на оси заменялись на тележки со спаренными (иногда строенными или даже счетверёнными) колёсами, чтобы уменьшить нагрузку на рельсы. Только тормозные вагоны оставались четырёхколёсными до середины 1860-х годов. Результатом всех этих доработок становилась повышенная стоимость эксплуатации дороги. В 1860 году большие затраты (в том числе на дорогостоящий мост Виктория и два депо в Торонто, одно из которых было полностью крытым) едва не привели Grand Trunk к банкротству. 29 июня 1864 года на линии Grand Trunk произошло самое смертоносное в истории железных дорог Канады крушение. Поезд, пересекавший разводной мост через реку Ришельё, не отреагировал на сигнал об остановке и рухнул с разведённого моста на проходящие под ним баржи. Из 354 или 475 (по разным данным) человек в поезде 99 погибли (включая проводника) и около ста (в том числе машинист) получили ранения. По следам этой катастрофы компания начала уделять больше внимания подготовке персонала, количество работников, обслуживающих рейсы, было увеличено, а сигнальные фонари британского производства стали заменять на более качественные американские. Важной вехой в корпоративной политике GT стало учреждение в октябре 1874 года пенсионного фонда для работников компании — по некоторым источникам, первого пенсионного фонда с формальным уставом в Северной Америке.
В 1864 году GT заключила контракт об аренде ещё двух железных дорог. Первая, Buffalo & Lake Huron Railway (шесть лет спустя приобретённая GT в полную собственность), связывала Форт-Эри с Годричем в Верхней Канаде; её аренда означала, что на этом маршруте Grand Trunk будет конкурировать с Great Western. Второй была Montreal & Champlain Rail Road, часть маршрутов которой проходила по территории штата Нью-Йорк. Важным отличием этой дороги, построенной ещё в 1830-е годы, от других, находившихся в собственности GT, была стандартная ширина колеи. К моменту, когда британские колонии на востоке Северной Америки объединились, GT владела самой большой в мире сетью дорог общей протяжённостью 2055 км.

## Обновление оборудования и конкурентная борьба
В 1870 году, уже после образования Доминиона Канада, Grand Trunk совместно с рядом других железнодорожных компаний начала строительство Международного моста через реку Ниагара между Форт-Эри и Буффало; этот мост был завершён в 1873 году. В этот же период в Торонто был возведён новый вокзал, по размерам и оформлению заметно превосходивший прежний. Это было сделано из-за возросших объёмов перевозок, с которыми старая станция перестала справляться. Вскоре этой центральной станцией начал пользоваться и основной конкурент GT — компания Great Western. В Стратфорде (Онтарио), где пересекались маршруты GT и B&LH, были построены новые ремонтные мастерские, надолго ставшие ведущим работодателем в этом городе.

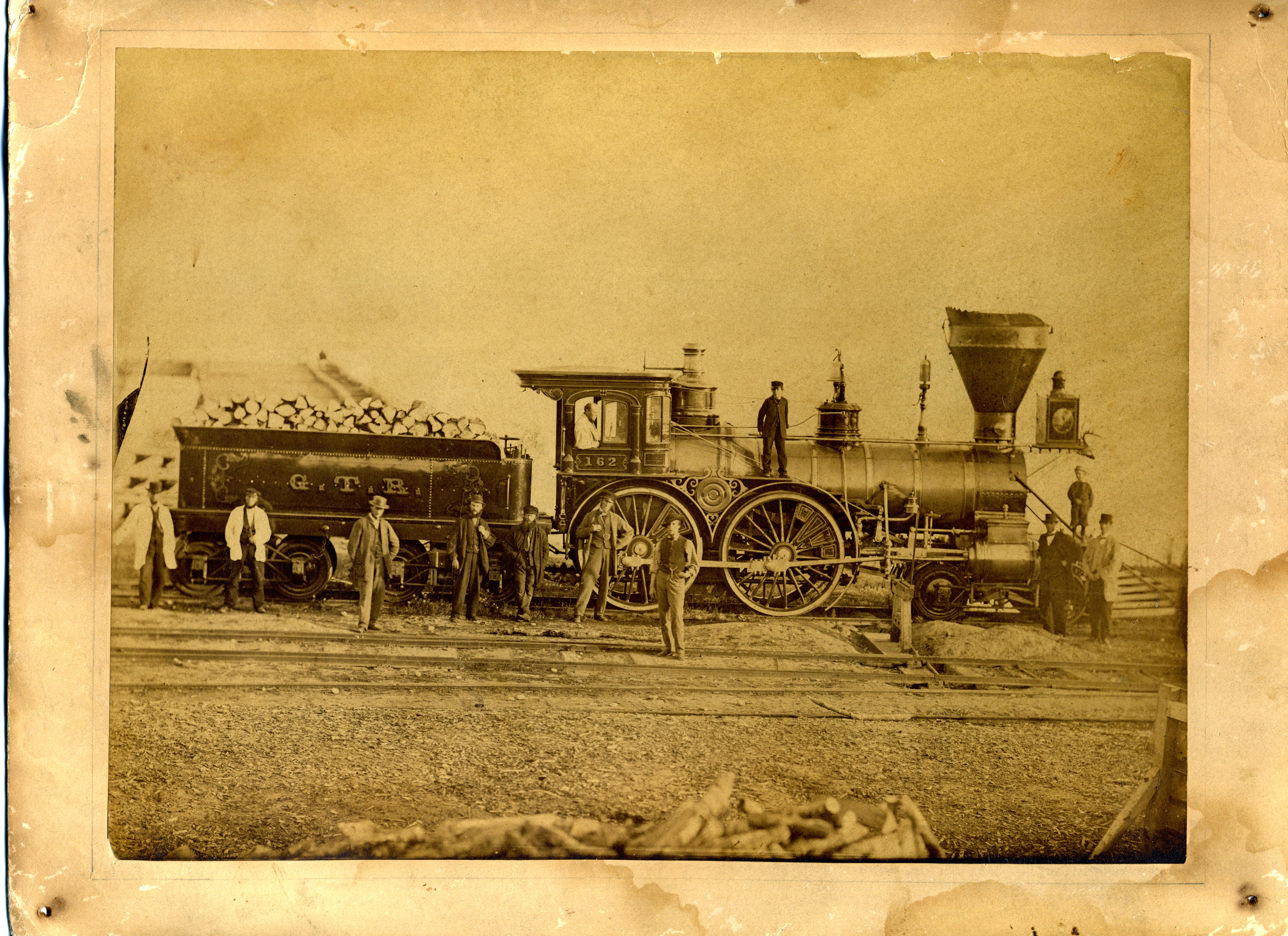
Паровоз Grand Trunk с дровами в тендере (ок. 1870)

С 1870 года компания начала закупать у фирмы «Пульман» спальные вагоны. В это же время начался важный этап обновления на принадлежащих компании дорогах. В 1870 году закон о колониальной колее был отменён канадским парламентом, и GT начала перевод своих дорог на стандартную колею. В рамках работ по изменению ширины колеи между двумя рельсами широкой колеи прокладывался третий — на расстоянии, соответствовавшем стандартной колее. К ноябрю 1872 года были завершены работы на дорогах, сходящихся в Стратфорде, к октябрю 1873 года — на основной линии между Торонто и Монреалем и к сентябрю 1874 года на дорогах восточнее Монреаля. Одновременно велась работа по обновлению подвижного состава. Модификация вагонов была относительно несложной, но большинство локомотивов, построенных в 1850-е годы, пришлось заменить. На маршрутах остались только 163 локомотива, первоначально строившихся для колониальной колеи. Одновременно шёл переход с дровяных котлов на угольные (в порядке эксперимента на линиях в районе Монреаля также пытались использовать в качестве топлива торф).
В конце 1870-х годов GT столкнулась с ужесточившейся конкуренцией в США со стороны промышленной империи Вандербильтов, потеряв возможность использовать маршрут Центральной Мичиганской железной дороги, принадлежавшей этому семейству. В результате Grand Trunk, чтобы осуществлять перевозки по альтернативному маршруту, была вынуждена приобрести ещё две дороги в США, одна из которых (Chicago & Northeastern Railroad, соединявшая Лансинг и Флинт) также ранее принадлежала Вандербильтам. Линия GT, обслуживающая Чикаго, вступила в строй 8 февраля 1880 года.
Ещё в начале 1870-х годов правительство Канады обратилось к руководству корпорации Grand Trunk с предложением о строительстве железной дороги, которая соединит восточные провинции страны с Британской Колумбией на Тихоокеанском побережье континента. Это предложение было отвергнуто, и Канадская Тихоокеанская железная дорога (Canadian Pacific) была впоследствии построена другой компанией. Одновременно с основной дорогой, строившейся в направлении Британской Колумбии, Canadian Pacific в 1881 году начала экспансию и в восточных провинциях — Онтарио и Квебеке, приобретая линии, уже конкурировавшие с GT, или строя новые. GT в ответ начала активно скупать имеющиеся железные дороги в Онтарио и Квебеке (одну из которых — North Shore Railway, связывающую Монреаль и Квебек-Сити, — ей под нажимом правительства пришлось в 1885 году уступить Canadian Pacific), а в августе 1872 года состоялось её слияние с прежним конкурентом — Great Western. Это в частности дало ей доступ к Милуоки через Detroit, Grand Haven & Milwaukee Railroad. В 1884 году GT также приобрела Центральную Вермонтскую железную дорогу. В некоторых случаях приобретение старых узкоколейных линий вынуждало компанию заниматься перестройкой полотна и подвижного состава под стандартную колею. Общая протяжённость маршрутов в собственности Grand Trunk к середине 1880-х годов выросла ещё на 1371 км, увеличив расходы и сделав финансовое положение компании более шатким. К концу 1880-х годов подвижной состав на всех линиях GT насчитывал 700 локомотивов, 18 тысяч товарных вагонов, 578 пассажирских, 131 багажный и 60 почтовых.

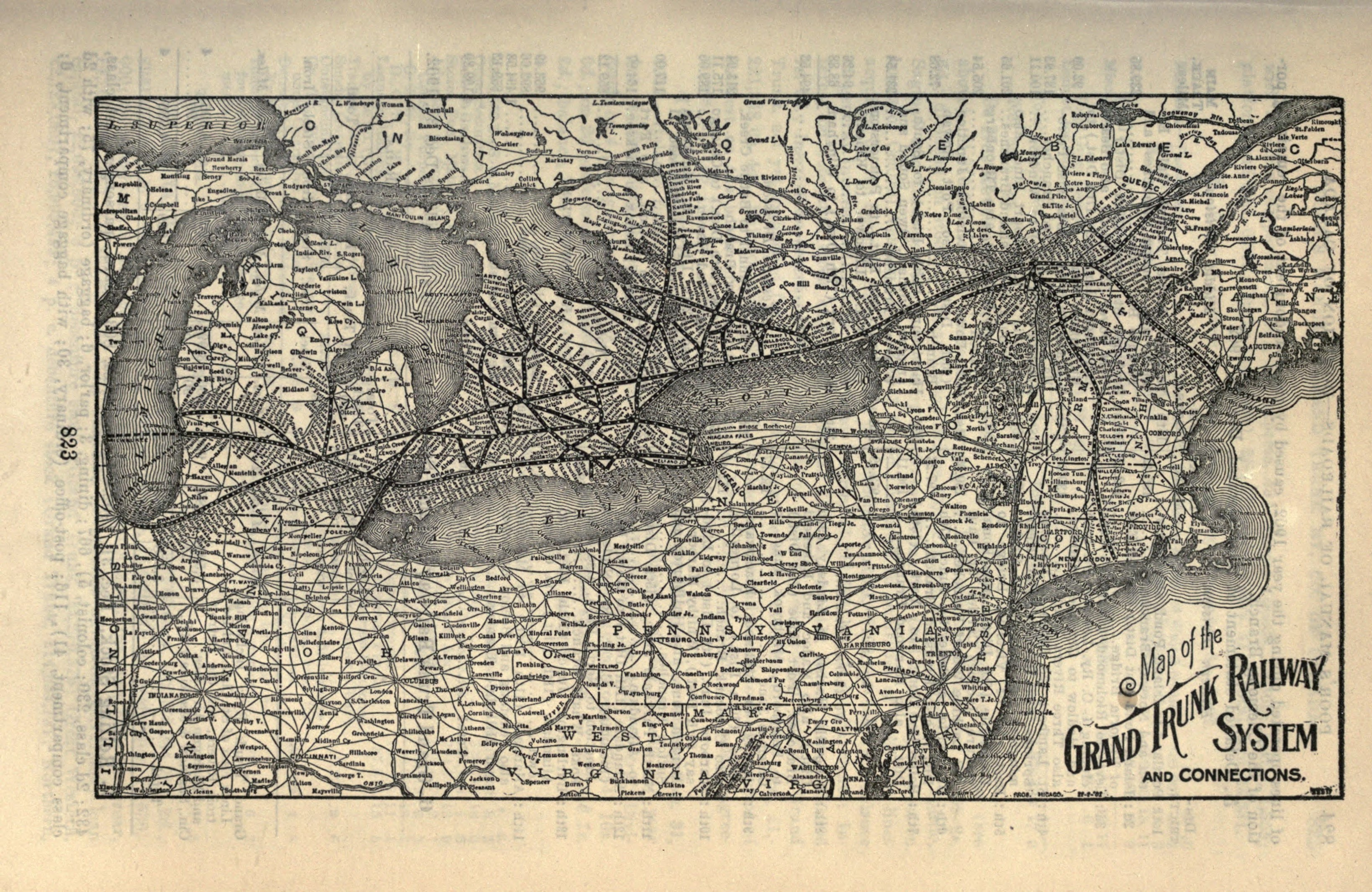
Карта дорог Grand Trunk Railway, 1903 год

В 1887 году началась прокладка второй, параллельной колеи на главном маршруте GT между Монреалем и Торонто (эти работы были завершены только к 1903 году, а к началу мировой войны двойная колея была доведена до Сарнии). В 1888 году компания построила новый пассажирский терминал в Монреале, который оставался в строю на протяжении следующих 60 лет. В 1891 году завершилось строительство первого в Северной Америке подводного железнодорожного туннеля, соединившего Сарнию и Порт-Гурон под рекой Сент-Клэр взамен не справлявшегося с нагрузкой парома. В туннеле, построенном по проекту инженера Grand Trunk Джозефа Хобсона, была только одна колея, но и в таком виде он значительно ускорял перевозки, в особенности в зимние месяцы, когда озеро Гурон замерзало. По завершении строительства по туннелю пошли грузовые составы, а на следующий год и пассажирские поезда. Поскольку к этому времени Grand Trunk и Great Western объединились, узловая станция на канадской стороне туннеля была перенесена в Сарнию, вызвав массовую миграцию в этот город жителей Пойнт-Эдварда.

## Курс на повышение рентабельности
В январе 1896 года на пост генерального менеджера Grand Trunk был назначен американец Чарльз Мелвилл Хейз, в дальнейшем ставший самой значительной фигурой в истории компании. До прихода в GT он успел обзавестись большим опытом работы в трёх других железнодорожных компаниях, в основном на руководящих должностях, и в GT его пригласили с целью превратить убыточное предприятие в доходное путём внедрения более агрессивных американских методов управления.

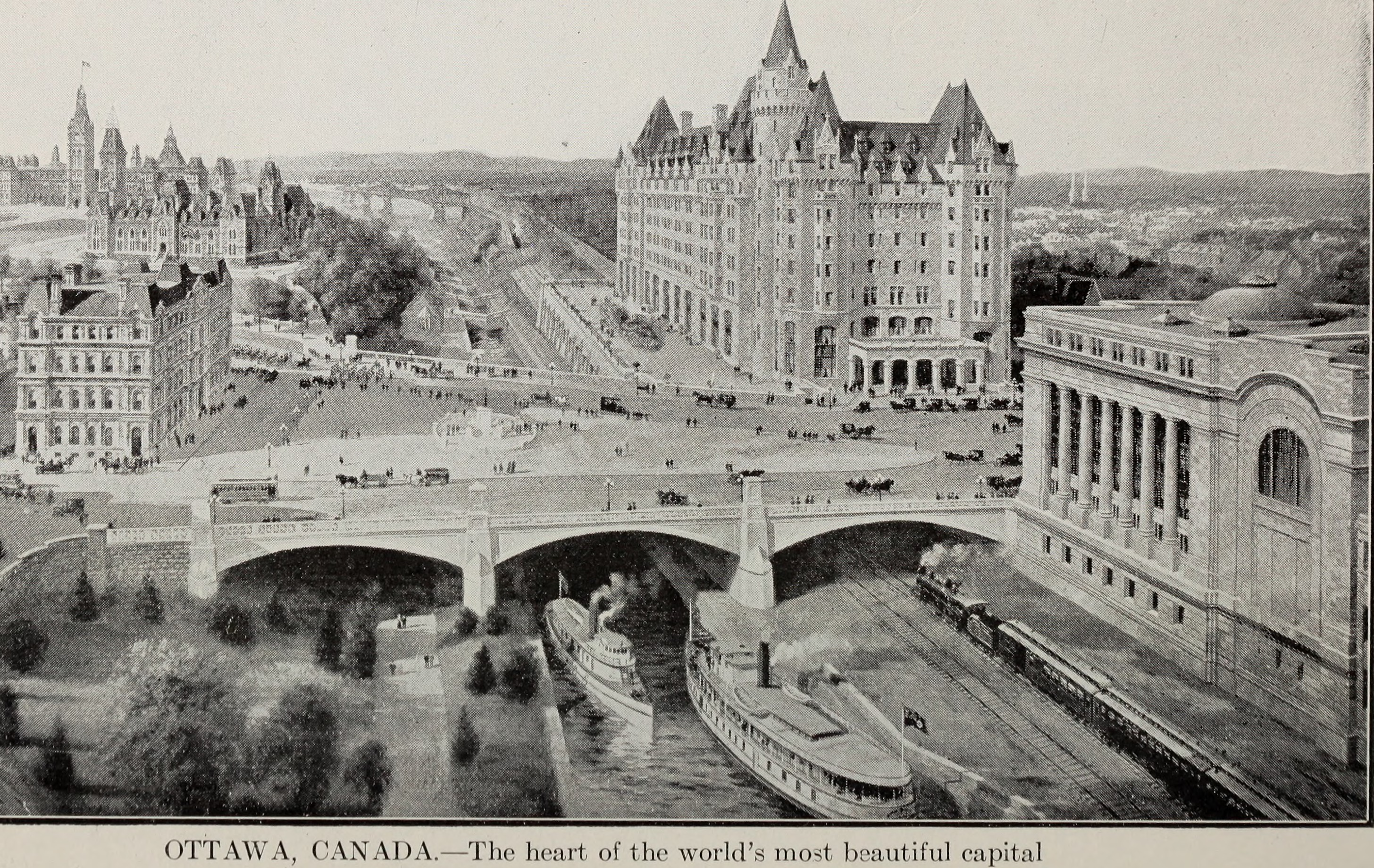
Вокзал в Оттаве (внизу справа) и отель «Шато-Лорье», 1912 год

Одним из направлений деятельности Хейза стал ребрендинг компании, в рамках которого начиная с 1900 года началось массовое строительство новых станций в викторианском стиле, каждая из которых возводилась по индивидуальному проекту, отражавшему специфику соответствующего населённого пункта. В частности, станции были построены в разросшихся онтарийских городах Пикеринг и Уитби, а в Портленде возведён новый богатый терминал. В 1909 году в Оттаве GT начала строительство нового центрального вокзала, одновременно с которым строился гранд-отель, впоследствии получивший имя «Шато-Лорье». С 1901 по 1902 год Хейз занимал пост президента Southern Pacific Transportation Company, но затем вернулся в GT как вице-президент, а в 1909 году стал президентом корпорации.

## Постройка трансконтинентальной железной дороги и крах
При Хейзе и заменявшем его на посту генерального менеджера Чарльзе Риверсе Уилсоне Grand Trunk начала свой самый амбициозный проект — строительство трансконтинентальной линии, призванной составить конкуренцию Canadian Pacific. Этот проект поддержал в том числе и премьер-министр Канады Вильфрид Лорье, мечтавший о «либеральной» альтернативе Canadian Pacific, которая была построена при консервативном премьер-министре Дж. А. Макдональде. Канадское правительство брало на себя постройку части маршрута на территории Квебека, Онтарио и Манитобы (включая новый Квебекский мост через реку Святого Лаврентия, ставший самым длинным консольно-балочным мостом в мире), а GT должна была строить участок западнее Виннипега. При этом если конечным пунктом Canadian Pacific на Тихом океане был Ванкувер, то GT провела свой маршрут до расположенного севернее Принс-Руперта. Хейз расчитывал, что сообщение с азиатскими портами из Принс-Руперта будет более коротким, чем из Ванкувера (эта оценка в итоге оказалась ошибочной).
Строительство трансконтинентальной ветки началось в 1905 году, и в этом же году GT приобрела Канадскую Атлантическую железную дорогу, связывающую Джорджиан-Бей с Олбергом в Вермонте. В 1907 году произошла крупная авария на строительстве Квебекского моста, в которой погибли 75 рабочих — на тот момент рекордное количество жертв за всю историю мостостроительства. Основной маршрут западного участка шёл севернее, чем пути Canadian Pacific — через Саскатун и Эдмонтон, а отдельные ветки уходили ещё дальше на север, в том числе в Су-Лукаут. Этот маршрут оставлял в стороне богатые сельскохозяйственные районы центральных провинций, что резко отрицательно сказывалось на будущей прибыльности дороги. Некоторые станции были заложены в местах, где ещё не было собственного населения, в надежде, что населённые пункты будут возникать вокруг них. Эти станции получали названия в честь высокопоставленных сотрудников компании — в частности, Мелвилл (Саскачеван) был назван в честь самого Хейза.

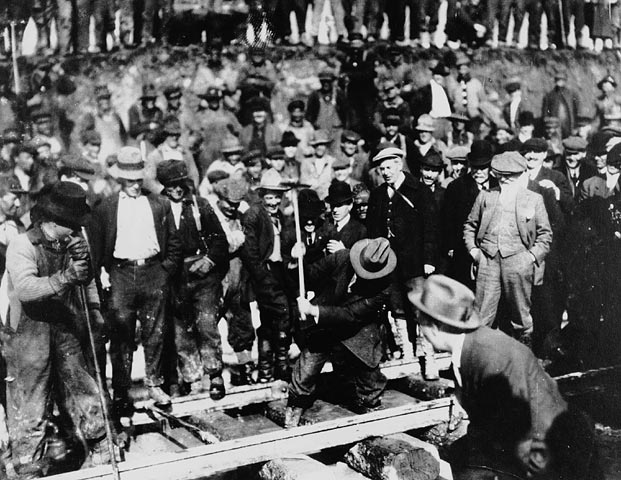
Церемония забития последнего гвоздя, Порт-Фрейзер, 1914 год

В 1912 году Чарльз Мелвилл Хейз погиб в Атлантическом океане на борту «Титаника». Трансконтинентальная дорога была завершена 7 апреля 1914 года, когда бригады, прокладывавшие пути с запада и востока, встретились у Форт-Фрейзера в Британской Колумбии. К этому времени, однако, компания, на некоторое время ставшая прибыльной под руководством Хейза, снова погрязла в долгах (получив только от федерального правительства 28 млн долларов в форме займов и субсидий) и в итоге даже была вынуждена отказаться от покупки построенной государством восточной части дороги. Этот участок в 1915 году стал частью коронной корпорации Canadian Government Railways. Начавшаяся в 1914 году Первая мировая война повлекла за собой повышение цен на строительные материалы и рабочую силу, и в 1916 году Grand Trunk Pacific, дочерняя компания GT, так и не начав приносить прибыль, была объявлена банкротом. В 1917 году правительственная комиссия представила рекомендации о приобретении государством компании GT вместе с дочерними предприятиями и присоединении их транспортной сети к дорогам Canadian Government Railways.
В 1919 году Grand Trunk потеряла контроль над трансконтинентальной дорогой, которая была полностью национализирована на следующий год. В 1923 году о банкротстве объявила и головная корпорация, собственность которой в полном объёме была передана государству, став вместе с бывшими Canadian Government Railways частью системы Canadian National Railways.

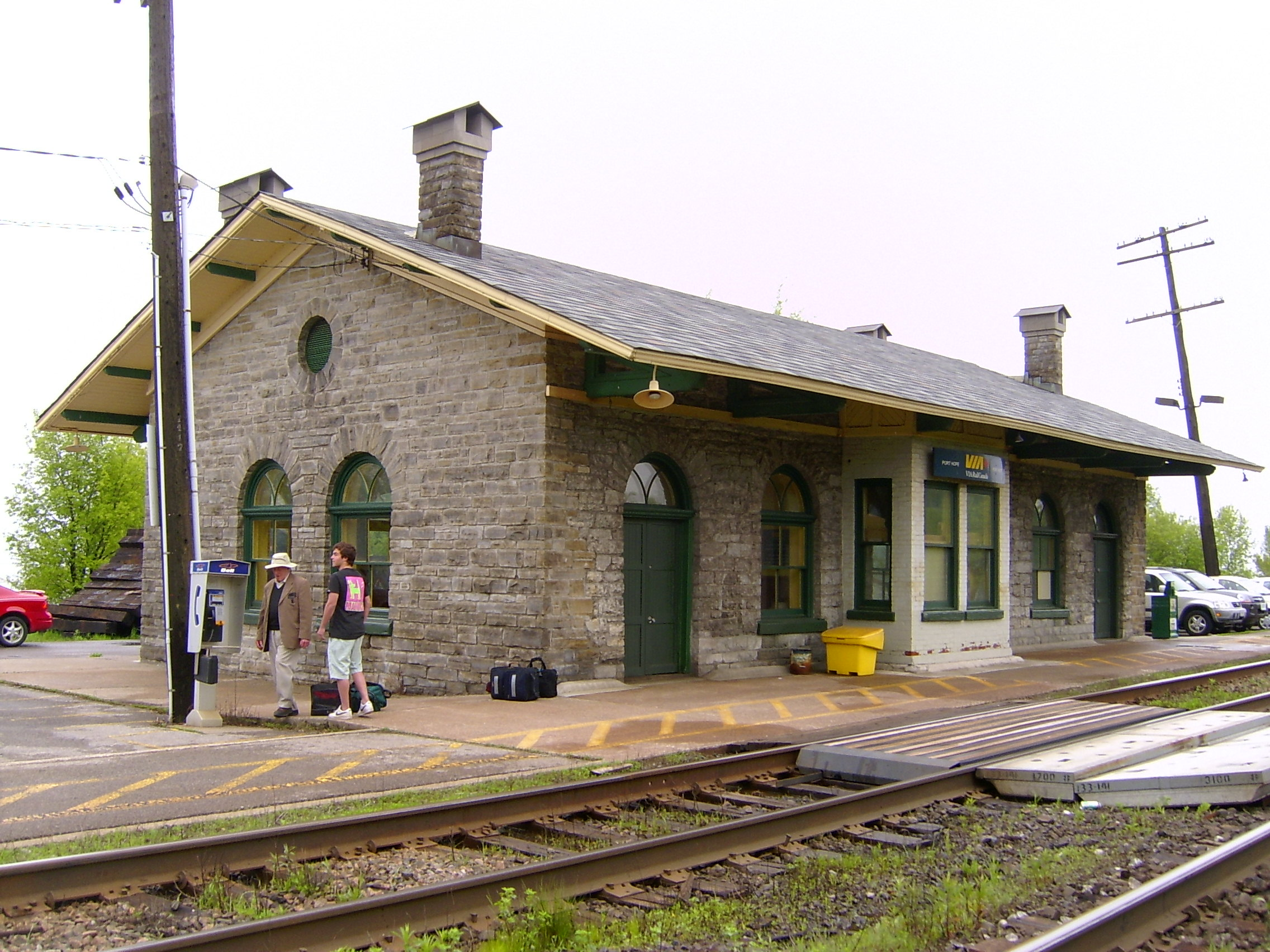
Станция в Порт-Хоупе

Поскольку железные дороги Grand Trunk были одними из первых в Канаде, они проходили по оптимальным маршрутам и поэтому их эксплуатация продолжалась долгое время после ликвидации самой компании. Многие из станционных зданий, построенных в начале 1900-х годов, используются и век спустя, хотя часть из них была переоборудована для использования в других целях. В Порт-Хоупе (Онтарио), на участке дороги между Монреалем и Торонто, до настоящего времени действует станция времён первого этапа строительства, являющаяся самой старой сохранившейся железнодорожной станцией в Канаде. Сохранились также многочисленные привокзальные гостиницы GT, которые Canadian National Railways продала сети Fairmont и мелким независимым гостиничным бизнесам, и здания штаб-квартир корпорации в Лондоне и Монреале.